# Světový pohár v orientačním běhu 2009
Světový pohár v orientačním běhu v roce 2009 (Orienteering World Cup 2009) je série závodů v orientačním běhu. Tato soutěž je pořádaná každoročně Mezinárodním svazem orientačního běhu (IOF). První oficiální série světového poháru se konala v roce 1986 a poté každý druhý rok až do roku 2004. Od roku 2004 se světový pohár koná každoročně. V roce 2009 bylo na programu 9 bodovaných závodů: ve Finsku, Norsku, Maďarsku a Švýcarsku.

## Program světového poháru 2009
| č. | Datum           | Trať   | Místo             | Závod                                           | Vítěz muži                   | Vítěz ženy     |
| -- | --------------- | ------ | ----------------- | ----------------------------------------------- | ---------------------------- | -------------- |
| 1. | 9. červen 2009  | Middle | Salo, Finsko      | The Open Nordic Orienteering Championships 2009 | Peter Öberg                  | Helena Jansson |
| 2. | 10. červen 2009 | Sprint | Salo, Finsko      | The Open Nordic Orienteering Championships 2009 | Daniel Hubmann               | Minna Kauppi   |
| 3. | 26. červen 2009 | Middle | Fossum, Norsko    | Norsk O-festival 2009                           | Carl Waaler Kaas Peter Öberg | Minna Kauppi   |
| 4. | 27. červen 2009 | Long   | Fossum, Norsko    | Norsk O-festival 2009                           | Martin Johansson             | Minna Kauppi   |
| 5. | 19. srpen 2009  | Middle | Miskolc, Maďarsko | Mistrovství světa v orientačním běhu 2009       | Thierry Gueorgiou            | Dana Brožková  |
| 6. | 20. srpen 2009  | Sprint | Miskolc, Maďarsko | Mistrovství světa v orientačním běhu 2009       | Andrej Chramov               | Helena Jansson |
| 7. | 23. srpen 2009  | Long   | Miskolc, Maďarsko | Mistrovství světa v orientačním běhu 2009       | Daniel Hubmann               | Simone Niggli  |
| 8. | 26. září 2009   | Middle | Zürich, Švýcarsko | Swiss Cup 2009                                  | Daniel Hubmann               | Simone Niggli  |
| 9. | 27. září 2009   | Sprint | Zürich, Švýcarsko | PostFinance Sprint 2009                         | Daniel Hubmann               | Simone Niggli  |

## Konečné pořadí TOP - 10
| Muži     | Muži      | Muži              | Muži | Ženy     | Ženy      | Ženy                               | Ženy |
| Umístění | Země      | Jméno a příjmení  | Body | Umístění | Země      | Jméno a příjmení                   | Body |
| -------- | --------- | ----------------- | ---- | -------- | --------- | ---------------------------------- | ---- |
| 1.       | Švýcarsko | Daniel Hubmann    | 680  | 1.       | Švýcarsko | Simone Niggli                      | 630  |
| 2.       | Francie   | Thierry Gueorgiou | 465  | 2.       | Norsko    | Marianne Andersenová               | 553  |
| 3.       | Švédsko   | Peter Öberg       | 368  | 3.       | Švédsko   | Helena Janssonová                  | 425  |
| 4.       | Rusko     | Andrey Kramov     | 346  | 4.       | Finsko    | Minna Kauppiová                    | 420  |
| 5.       | Švýcarsko | Matthias Merz     | 332  | 5.       | Norsko    | Anne Margrethe Hausken Nordbergová | 402  |
| 6.       | Švýcarsko | Fabian Hertner    | 314  | 6.       | Dánsko    | Signe Søes                         | 298  |
| 7.       | Švédsko   | Emil Wingstedt    | 298  | 7.       | Švédsko   | Linnea Gustafssonová               | 267  |
| 8.       | Norsko    | Anders Nordberg   | 288  | 8.       | Česko     | Dana Brožková                      | 250  |
| 9.       | Švýcarsko | Matthias Müller   | 270  | 9.       | Česko     | Eva Juřeníková                     | 232  |
| 10.      | Norsko    | Olav Lundanes     | 267  | 10.      | Finsko    | Bodil Holmströmová                 | 226  |